# Тяжино (Курська область)
Тяжино (рос. Тяжино) — присілок в Глушковському районі Курської області Російської Федерації.
Населення становить 202 особи. Входить до складу муніципального утворення Коров'яківська сільрада.

## Історія
Населений пункт розташований на території українського етнічного та культурного краю Східна Слобожанщина.
Від 2004 року входить до складу муніципального утворення Коров'яківська сільрада.

## Населення
| 2002 | 2010 |
| ---- | ---- |
| 348  | ↘202 |